# Romániai magyar gyermeklapok
A gyermeklap kisiskolások számára szerkesztett, az életkori sajátosságokat és az időszerű nevelési célokat figyelembe vevő, rendszeresen megjelenő kiadvány.
Az erdélyi magyar irodalmi életben két évszázados hagyományra tekinthet vissza: első kezdetleges jelentkezésével már a 18. század végén találkozunk (Seelmann Károly Gyermekek barátja c. heti írása átdolgozás németből). Kolozsvárt jelentek meg az első eredeti magyar nyelvű gyermeklapok: a Magyar Gyermekbarát Szilágyi Ferenc szerkesztésében (1843–44), majd a Fiatalság Barátja Brassai Sámuel szerkesztésében (1851). Ezek próbáltak először versenyre kelni a jobb anyagi körülmények közt szerkesztett német gyermeklapokkal.
A két világháború közti időszak úttörő jelentőségű gyermeklapja, a Benedek Elek szerkesztette Cimbora (1922–29) haladó tartalmával és szerkesztési módjával nagy hatással volt a többi gyermeklapra. Ebben az időben számos kérészéletű gyermeklap jelent meg, így Nagyváradon 1921-ben a Jó Gyermek, Temesvárt 1922-ben idősb Kubán Endre (Kóró Pál) szerkesztésében a Gyerekújság, Brăilában a Gyertyafény, Torró Miklós lapja, és Szatmáron 1933-ban a Kis Pajtás. Gyermekek számára mellékletet adtak ki a jelentősebb napi- vagy hetilapok is. A Brassói Lapok Gyermekvilág című rovatának folytatása volt a Családi Kör, "Dezső bácsi képes ifjúsági és gyermeklapja" Teleky Dezső szerkesztésében (1924–28), az aradi Vasárnap pedig Kis Vasárnap címen adott ki időszaki gyermekmellékletet. Több felekezeti jellegű gyermeklap is az egész gyermektáborhoz igyekezett szólni, ezek közül jelentősebbek: Az Én Kicsinyeim Gönczy Lajos szerkesztésében (1929–40), Angyalkert, később Erdélyi Kis Pajtás Földes Zoltán (Kolozsvár, 1929–30) és Új Cimbora Ferenczy László Marcella szerkesztésében (Szatmár–Kolozsvár, 1937–39). Bár mindezek változatos tartalom kialakítására, ötletes szerkesztésmódra törekedtek, egyikük sem tudott a Cimbora örökébe lépve egyetemes érvényű gyermeklappá válni.
Az 1944-re következő első évtizedben a romániai magyar gyermeklap feladatát a Dolgozó Nő gyermek-melléklete, a Kis Pajtás igyekezett az adott szűk keretben ellátni. A Cimbora méltó utódjaként 1957 januárjában indult meg a Napsugár. Első főszerkesztője Asztalos István, akinek 1960-ban bekövetkezett halála után Farkas János folytatta a szerkesztést. A lap szerkesztőinek gondozásában jelent meg A Haza Sólymai címmel az óvodások lapja is.